# 土、または地上の楽園
『土、または地上の楽園』（つち、またはちじょうのらくえん、仏: La Terre ou Le Paradis terrestre, 英: The Earthly Paradise）は、バロック期のフランドルの画家ヤン・ブリューゲル (父) が1607-1608年に銅板上に油彩で制作した絵画である。四大元素 (土、火、水、大気) を扱った連作の1点で、「土」という要素を地上の楽園という形で表している。1607年にヤン・ブリューゲルがミラノの大司教フェデリコ・ボッロメーオの委嘱を受けて制作し、1616-1618年にミラノに送った。1618年に連作は大司教によりミラノのアンブロジアーナ図書館に寄贈されたが、フランス革命中の1796年にフランス軍に略奪され、パリに運ばれた。フランス革命後、連作中の『火』と『水』はアンブロジアーナ図書館に返還されたものの、返還されなかった本作『土、または地上の楽園』と『大気』は現在、ルーヴル美術館に所蔵されている。

## 作品

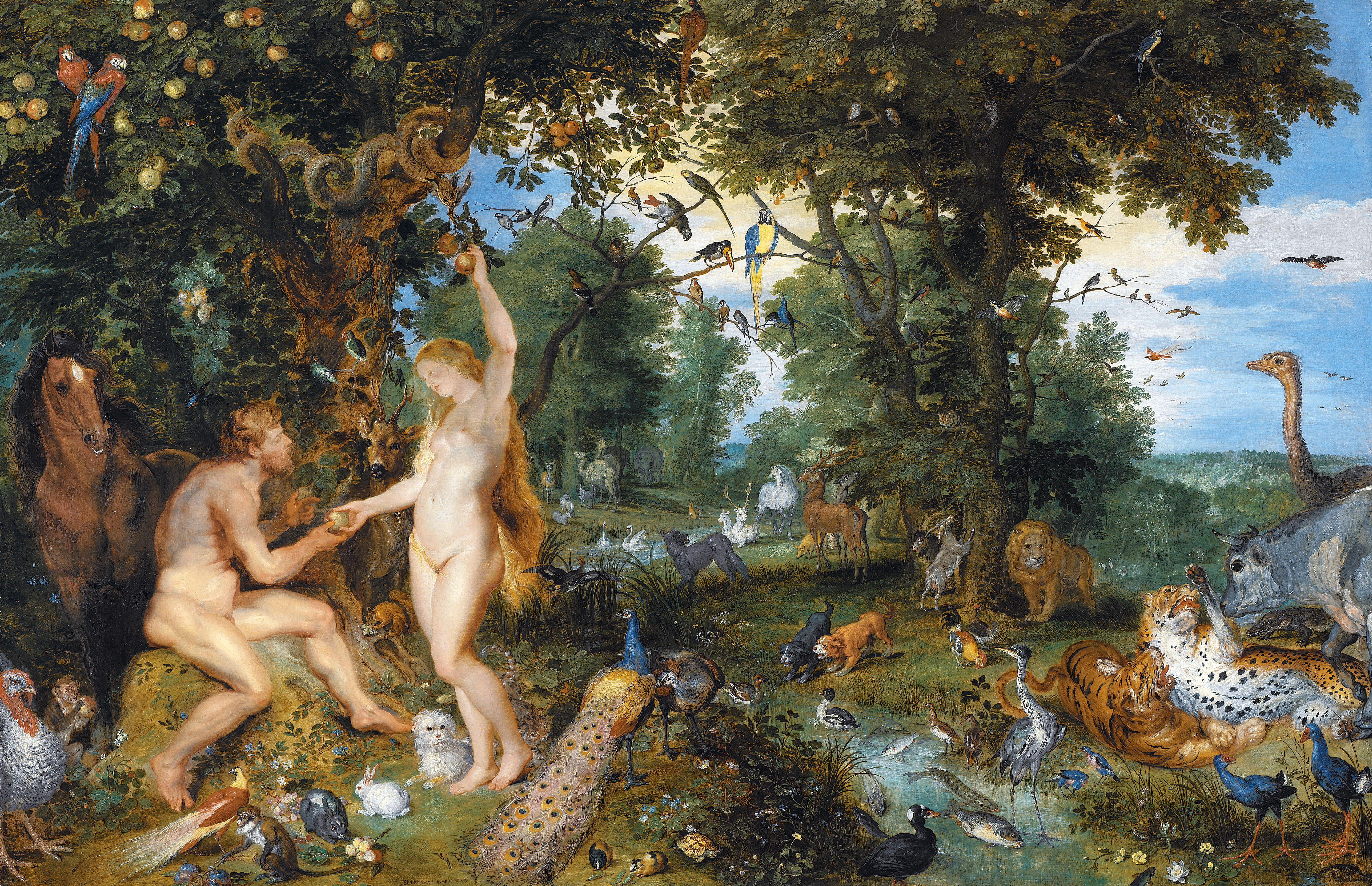
『人間の堕落のあるエデンの園』 (1615年ごろ)、マウリッツハイス美術館、デン・ハーグ

この小品は銅板に描かれているため、エナメルのような光沢をもっている。表されているのは、鑑賞者の眼前に開けている森と、中央の木々で2分割されている広い空き地である。ブリューゲルは、陽光を浴びた前景の広葉樹や植物の葉を細心の注意を払って綿密に描いた。花々も植物として正確に微細に表現されている。
森の中には多種多様な動物たちが登場している。ライオン、ヒョウなどの肉食獣、シカ、馬、牛、ヤギ、ウサギ、いろいろな鳥などが見え、木々の左側からは巨大なゾウもやってきて、すべての動物たちが平和に共生している。この絵画は細部では精確な写実に裏づけられながらも、全体としては幻想的な風景画となっている。
左側のはるか遠景では、知恵の木の果物を指さす父なる神とアダムとイヴが見える。『旧約聖書』中の「創世記」2章によれば、神に創造されたアダムとイヴはエデンの園で平和に暮らしていたが、神から知恵の木の果物は食べてはいけないと指示されていた (2章17)。画面にはすでに人間の「堕落」が表現されており、 原罪を犯さなければ2人はここで動物たちとともに満ち足りた平和な生活を送ることができたはずであった。なお、ブリューゲルは本作より後に『人間の堕落のあるエデンの園』 (マウリッツハイス美術館、デン・ハーグ) も描いている。

## ギャラリー

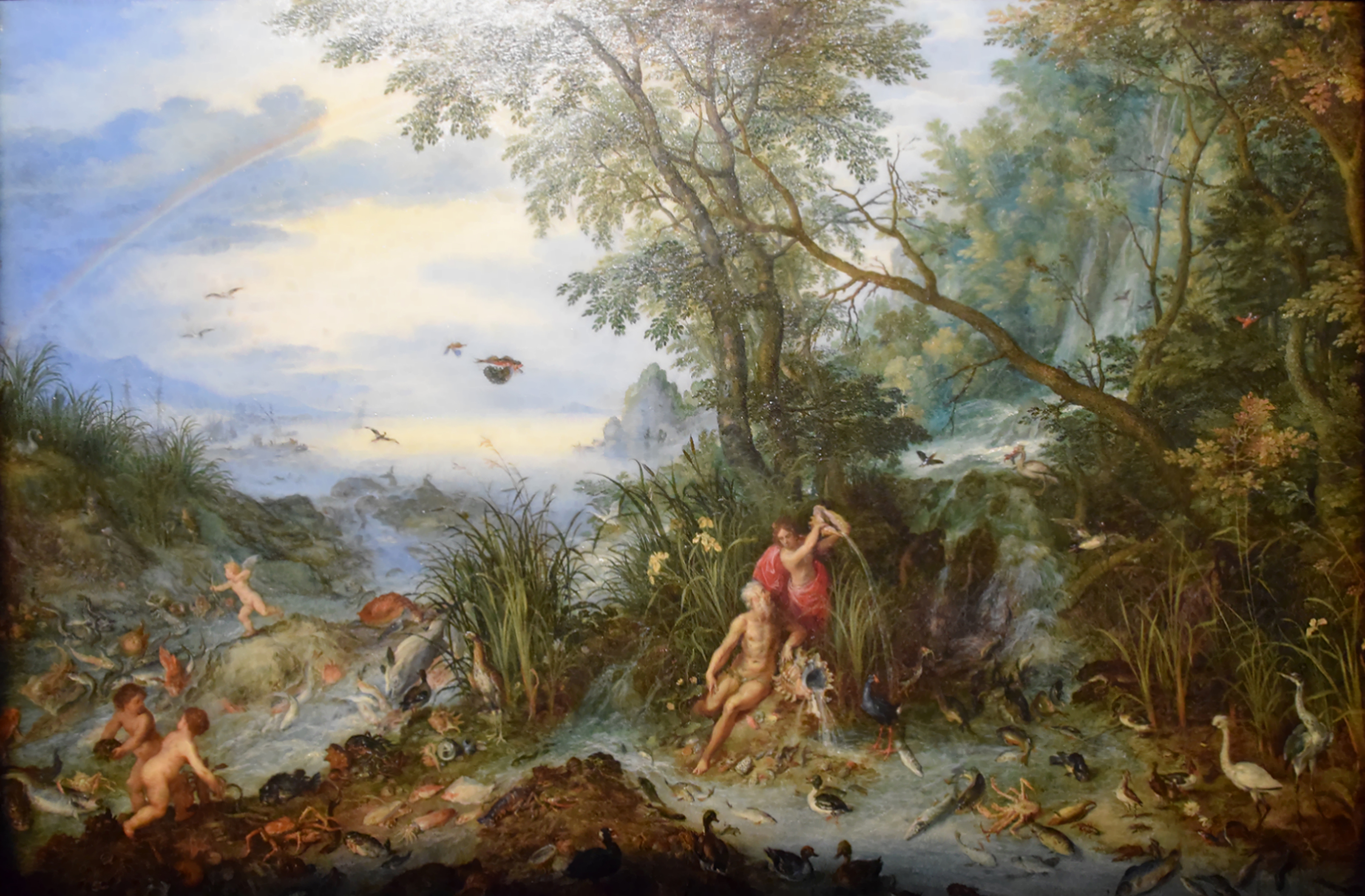
ヤン・ブリューゲル『大気』 (1621年)、ルーヴル美術館、パリ
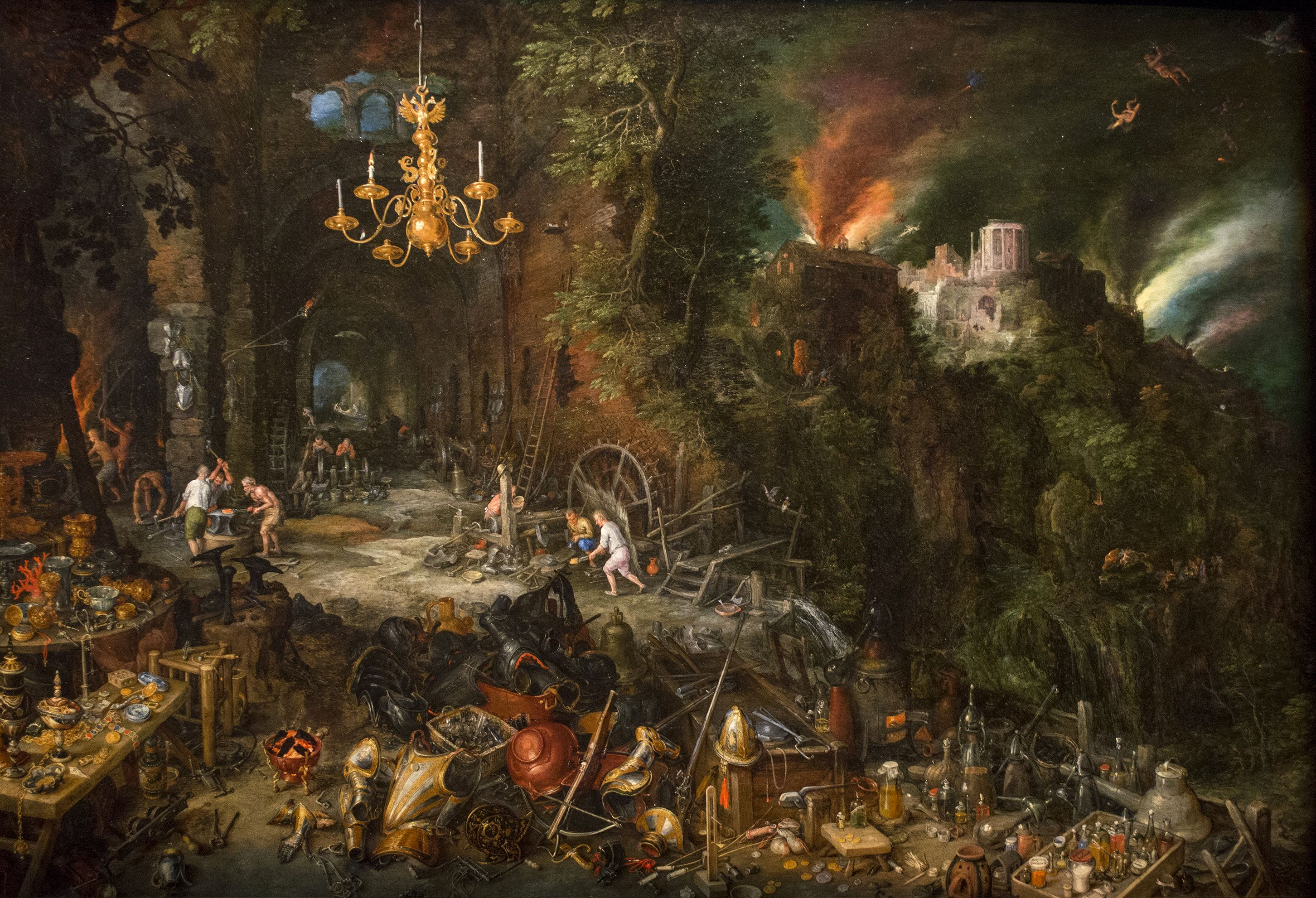
ヤン・ブリューゲル『火』 (1608年)、アンブロジアーナ図書館、ミラノ
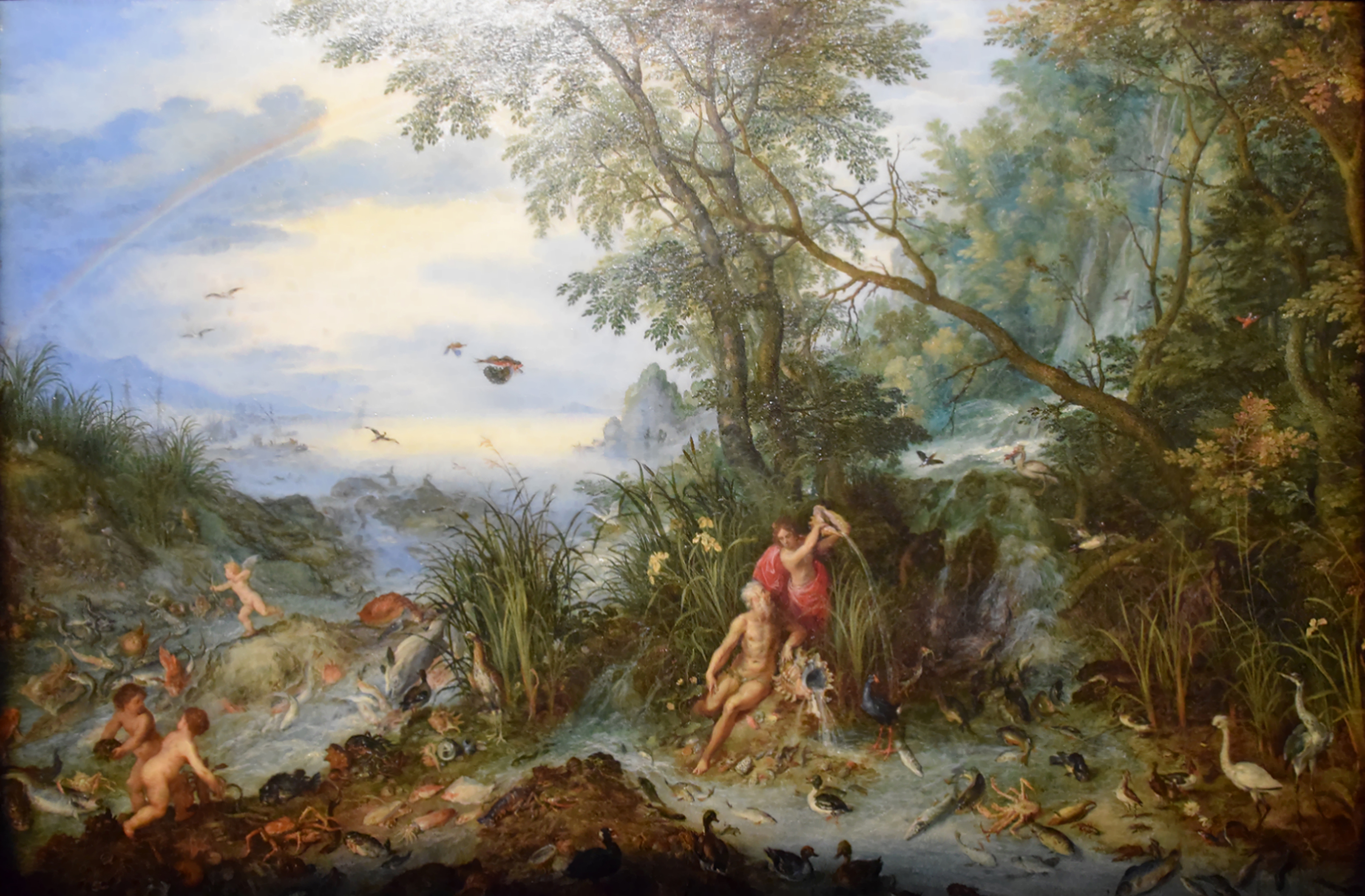
ヤン・ブリューゲル『水』 (1614年)、アンブロジアーナ図書館、ミラノ